# Trip to Southern Colorado
Trip to Southern Colorado je americký němý film z roku 1906. Režisérem je Harry Buckwalter (1867–1930). Film měl premiéru v červnu 1906.

## Děj
Film zachycuje cestu do jižního Colorada.